# 포모제인

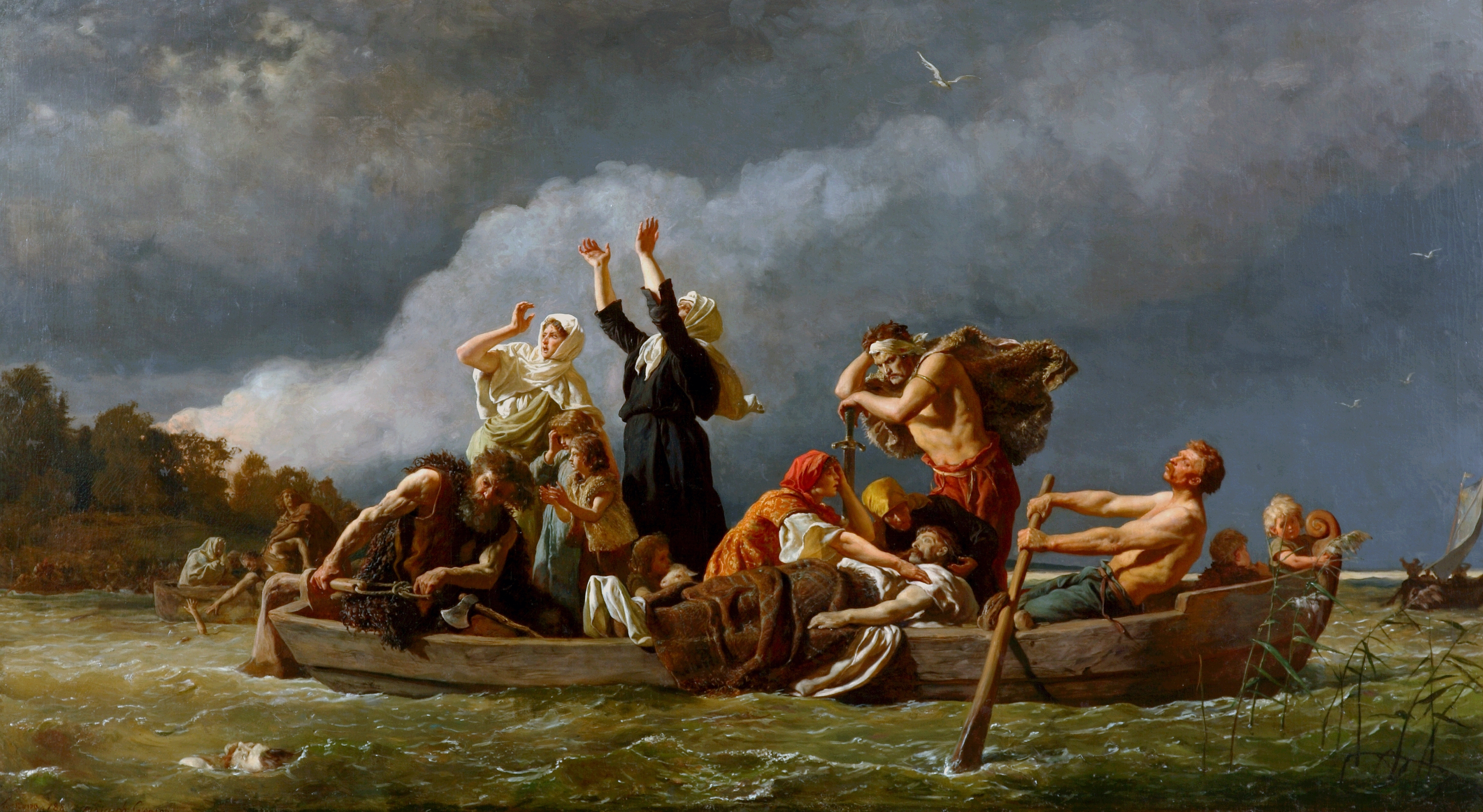
《땅도 없이 독일인들에게 발트해의 섬들로 내쫓기는 포모제인들》 (1888년 보이체흐 게르손 그림)

포모제인(폴란드어: Pomorzanie, 독일어: Pomoranen) 또는 포메라니아인은 오데르강 하구에서 비스와강 하구에 이르는 발트해 해안 지역(포메라니아)에 살던 레흐족 계열 민족이다. 서슬라브어군 레흐어군에 속하는 포모제어를 구사했다. 포모제라는 이름은 고대 폴어로 "바다의 땅"이라는 뜻의 po more에서 비롯되었다.
함부르크 수렵민들이 빠져나간 뒤인 6세기부터 포모제인 부족들이 성립하기 시작했다. 원래 이 일대는 게르만족 계열의 빌바르크-빌렌베르크 문화권 지역이었는데, 민족대이동의 결과 많은 슬라브족 민족들이 들어와 살게 되었다.
10세기부터 폴란인의 피아스트조는 포모제인들을 여러 차례 복속시키려 시도했고 여러 번 성공했다. 하지만 포모제인들은 번번히 다시 독립했다. 12세기까지 기독교로 개종하지 않았던 포모제인들은 기독교로 개종한 이웃 덴마크, 폴란드, 작센의 지속적인 압박에 노출되었다. 1121년 그들은 폴란드 공작 볼레스와프 3세 크시보우스티에게 다시 복속되었으며, 볼레스와프 3세는 독일인 선교사 오토 폰 밤베르크를 파견해 포모제인들을 개종시켰다.
한편 동시기에 포모제인의 공작 바르치스와프 1세가 오데르강 서안의 폴라비아인 부족연맹체 루티치를 정복했다. 바르치스와프 1세로부터 비롯된 그리프가는 1164년 페르헨 전투에서 작센 공국에게 패배하고 작센의 하인리히 사자공의 봉신이 되었다. 이후 포모제인들이 살던 땅은 분할되어 서부는 신성로마제국의 영방국 포메른 공국이 되고(1181년), 동쪽은 피아스트조 폴란드 왕국의 봉신인 소비에스와프가가 다스리는 포메렐리아가 되었다가 1309년 이후 독일기사단이 장악했다.
동방식민운동으로 포메른 지역은 점차적으로 게르만화되었고, 포모제인들은 서서히 서슬라브어와 문화를 잃고 동화되었다. 포모제인의 직계 후손민족으로는 카슈브인, 슬로빈치인, 코치에비인, 보로비아치인, 서포메른인, 동포메른인이 있다. 마지막의 두 포메른인은 게르만화되어 저지독일어를 사용했으며, 제2차 세계대전 이후 독일인 추방 때 독일인으로 취급되어 모두 독일로 쫓겨났다.